# J. Roy Hunt
John Roy Hunt (* 7. Juli 1884 in Caperton, West Virginia; † Oktober 1972 in Sheffield, Alabama) war ein US-amerikanischer Kameramann.

## Leben und Wirken
Hunt erhielt noch vor dem Ersten Weltkrieg seine fotografische und kameratechnische Ausbildung und begann inmitten des Krieges seine Tätigkeit als Chefkameramann beim Kinofilm. In nicht ganz vier Jahrzehnten Tätigkeit fotografierte er rund 200 Filme, das Gros längst vergessen und bedeutungslos.
Daneben betreute Hunt aber auch den einen oder anderen Streifen, der Ansätze seines Könnens als Schwarzweiß-Fotograf unter Beweis stellte, darunter der frühe Gary-Cooper-Western Der Mann aus Virginia, die erste Marx-Brothers-Filmgroteske The Cocoanuts, die Romanze Carioca mit Dolores del Río und dem jungen, kurz vor dem Durchbruch zu Starruhm befindlichen Fred Astaire, die Fantasy-Geschichte She – Herrscherin einer versunkenen Welt, das antike Vulkanausbruchsdrama Der Untergang von Pompeji, die Schauermär Ich folgte einem Zombie, die King-Kong-Fortsetzung Panik um King Kong und der stimmungsvolle Film noir Im Kreuzfeuer.
Bei Hunts letzten Arbeiten nach dem Zweiten Weltkrieg handelt es sich überwiegend um B-Western mit den entsprechenden Genre-Stars. Nach Der Gehetzte, einem der weniger bekannten Filme mit Kirk Douglas, zog sich J. Roy Hunt 1953 aufs Altenteil zurück.

## Filmografie
- 1916: War Brides
- 1916: A Daughter of the Gods
- 1917: The Eternal Sin
- 1917: The Lone Wolf
- 1918: The Passing of the Third Floor Back
- 1920: Pagan Love
- 1920: The Branded Woman
- 1921: Woman’s Place
- 1921: Love’s Redemption
- 1922: Polly of the Follies
- 1922: Sherlock Holmes
- 1924: Second Youth
- 1924: Dangerous Money
- 1924: Argentine Love
- 1925: The Crowded Hour
- 1925: Wild, Wild Susan
- 1926: A Kiss for Cinderella
- 1926: Die amerikanische Venus (The American Venus)
- 1926: Blutsbrüderschaft (Beau Geste)
- 1926: Dancing Mothers
- 1927: Die Rekord- und Herzensbrecherin (Swim Girl, Swim)
- 1927: Die Tochter des Scheichs (She’s a Sheik)
- 1928: Der Schwur des Harry Adams (Forgotten Faces)
- 1928: Take Me Home
- 1929: Interference
- 1929: Der Kampf um die Macht (The Mighty)
- 1929: Der Mann aus Virginia (The Virginian)
- 1929: The Cocoanuts
- 1929: Artisten (The Dance of Life)
- 1930: Dixiana
- 1931: Friends and Lovers
- 1931: High Stakes
- 1932: Girl Crazy
- 1932: Lucky Devils
- 1933: Oliver Twist
- 1933: Double Harness
- 1933: Carioca (Flying Down to Rio)
- 1934: Dangerous Corner
- 1934: The Silver Streak
- 1935: Der Untergang von Pompeji (The Last Days of Pompeii)
- 1935: She – Herrscherin einer versunkenen Welt (She)
- 1935: Annie Oakley
- 1936: Silly Billies
- 1936: The Ex-Mrs. Bradford
- 1936: Without Orders
- 1937: New Faces of 1937
- 1937: Breakfast for Two
- 1937: Sea Devils
- 1938: Blond Cheat
- 1938: Room Service
- 1939: The Flying Irishman
- 1939: Fixer Dugan
- 1939: Full Confession
- 1939: Nur dem Namen nach (In Name Only)
- 1939: Reno
- 1940: Little Orvie
- 1940: Prairie Law
- 1940: Stage to Chino
- 1941: They Met in Argentina
- 1941: Parachute Battalion
- 1942: Syncopation
- 1942: Thundering Hoofs
- 1943: Ich folgte einem Zombie (I Walked with a Zombie)
- 1943: Action in Arabia
- 1944: Heavenly Days
- 1944: What a Blonde
- 1945: The Brighton Strangler
- 1945: A Game of Death
- 1946: Black Beauty
- 1946: Die Todesreiter von Kansas (Trail Street)
- 1947: Im Kreuzfeuer (Crossfire)
- 1948: Race Street
- 1948: Der Colt sitzt locker (Indian Agent)
- 1948: Der Schrecken von Texas (Return of the Bad Men)
- 1948: Panik um King Kong (Mighty Joe Young)
- 1949: Rustlers
- 1950: Gnadenlos gehetzt (The Lawless)
- 1950: Border Treasure
- 1950: Rio Grande Patrol
- 1951: Saddle Legion
- 1951: Gunplay
- 1951: Overland Telegraph
- 1952: Desert Passage
- 1952: Eight Iron Men
- 1953: Der Gehetzte (The Juggler)